# Route nationale 514
Pour les articles homonymes, voir Route nationale 514 (homonymie).

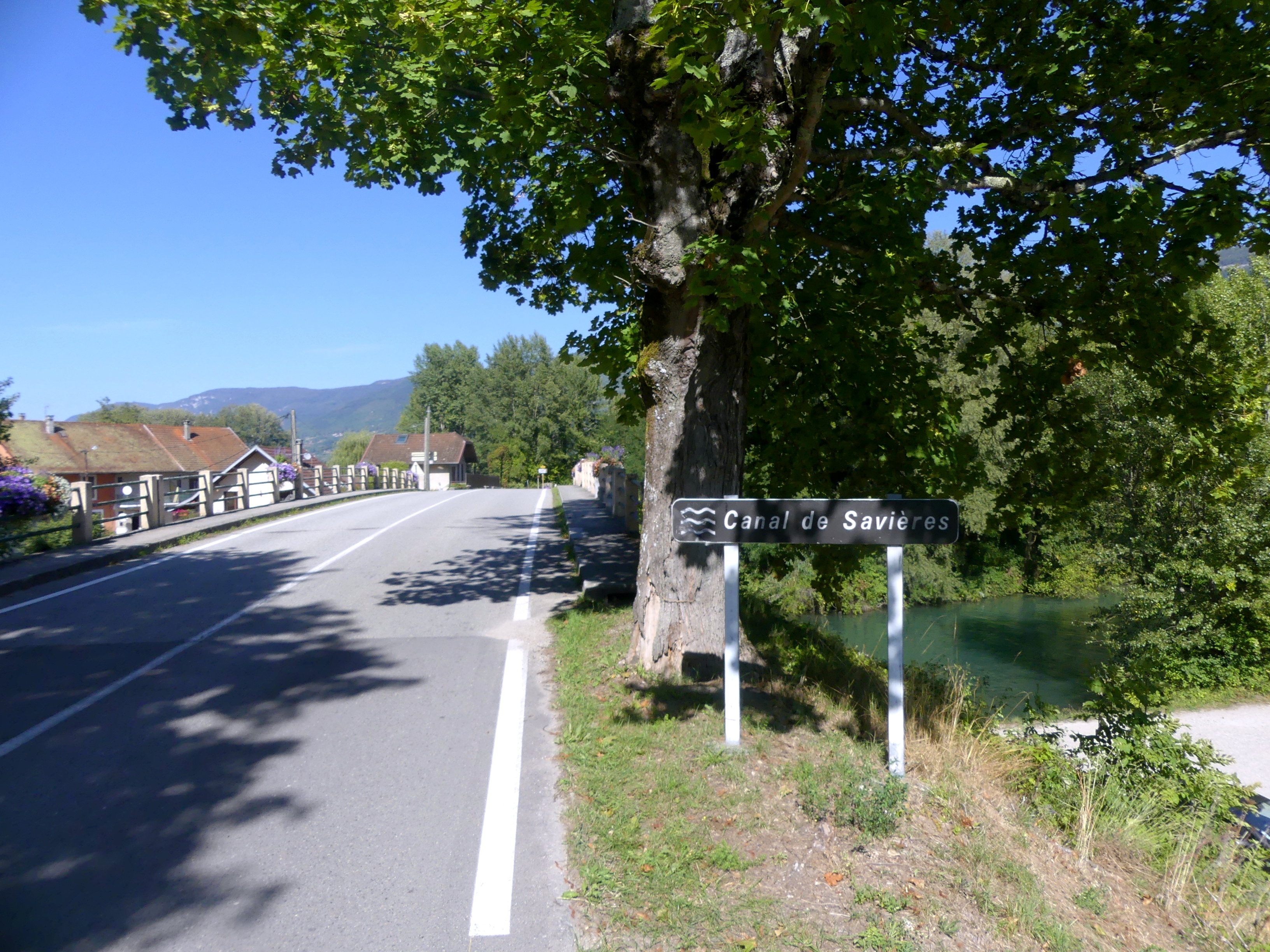
RD 914 traversant le canal de Savières.

La route nationale 514, ou RN 514, était une route nationale française reliant Chindrieux à Villarcher. À la suite de la réforme de 1972, le tronçon de Chindrieux à Bourdeau a été déclassé en RD 914 et celui de Bourdeau à Villarcher a été renuméroté RN 504.

## Ancien tracé de Chindrieux à Villarcher
- Chindrieux D 914
- Conjux
- Saint-Pierre-de-Curtille
- La Chapelle-du-Mont-du-Chat
- Bourdeau N 504
- Le Bourget-du-Lac
- Villarcher, commune de Voglans